# 穆尔 (德国)
穆尔（德語：Murr，發音：[mʊʁ] ⓘ）是德国巴登-符腾堡州斯图加特行政区路德维希堡县的市镇，面积7.79平方千米，人口为人。